# Fjällbrynt

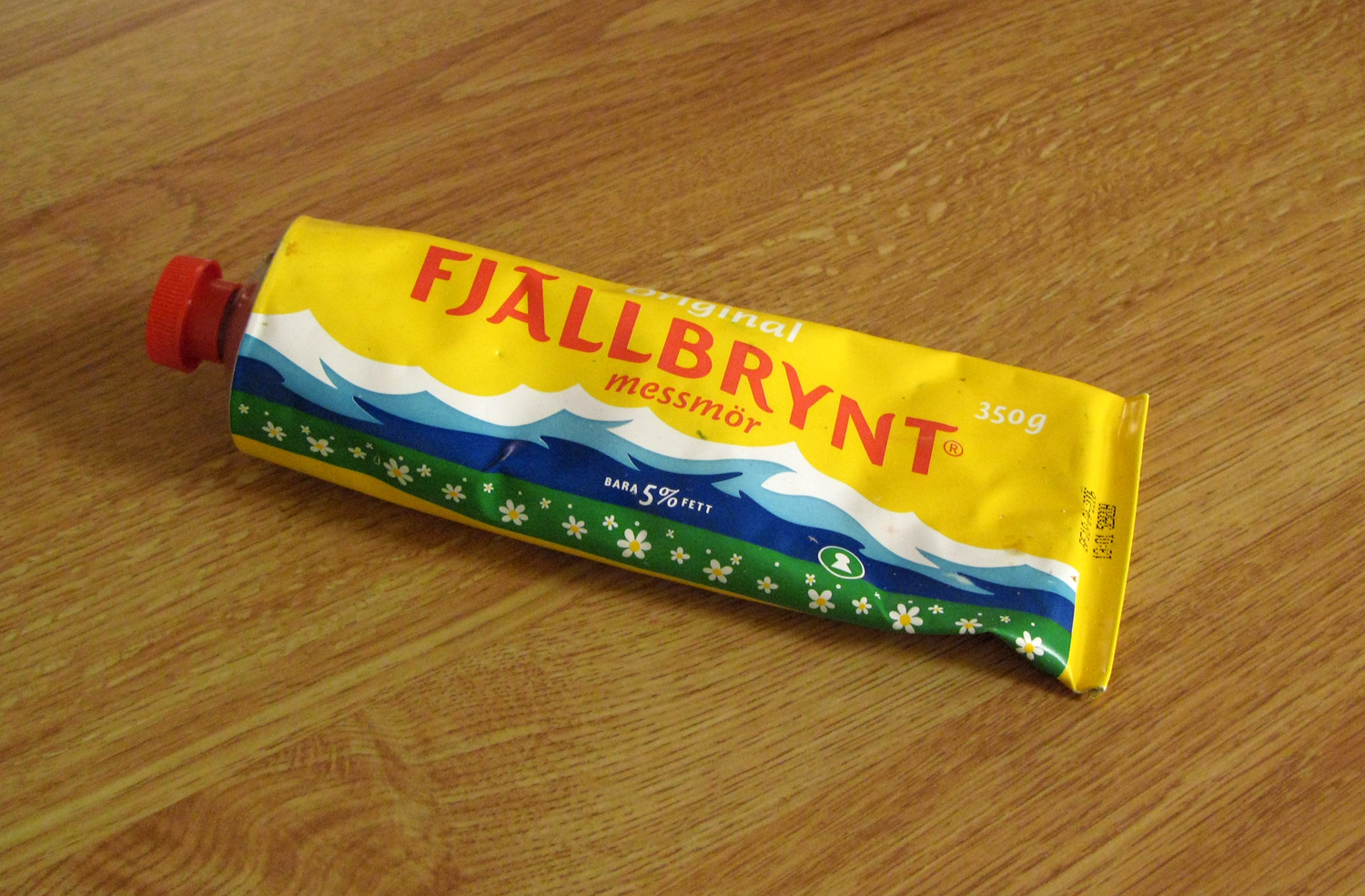
En tub messmör från Fjällbrynt.

Fjällbrynt är ett varumärke för messmör, mesost och smältost, ägt av Foodmark Sweden AB.

## Historik
Varumärket Fjällbrynt registrerades 1939 av Jämtlands läns mejeriförening (JMF) som bildats samma år. Snart började Fjällbrynts mesost och messmör säljas utanför Jämtlands län. Fjällbrynts produkter levde kvar när JMF uppgick i Nedre Norrlands Producentförening (NNP) 1970 och Milko 2000.
I januari 2008 bildades Fjällbrynt AB och i januari 2009 lanserades Fjällbrynt mjukost. År 2010 sålde Milko verksamheten till Foodmark för runt 110 miljoner kronor.
Produktionen fanns länge i Östersund, Jämtland. I samband med försäljningen tecknades ett åttaårigt avtal som innebar att Foodmark hyrde utrymme i Milkos lokaler för produktionen och att Milko även skulle leverera den mjölk som behövdes för produktionen. Året därpå övertogs verksamheten av Arla. År 2015 stod det klart att Arla inte tänkte förnya avtalet om Fjällbrynts produkter. I maj 2016 meddelade Foodmark att de skulle investera i en ny fabrik i Haninge, bland annat för Fjällbrynt. Den sista burken messmör från Östersund tillverkades den 18 april 2018.
Fjällbrynt AB hade cirka 50 anställda och omsatte ungefär 170 miljoner.

## Källhänvisningar
1. ↑  Historia, Fjällbrynt
2. ↑  Fjällbrynt kostade 110 miljoner kronor, Länstidningen Östersund, 3 december 2010
3. ↑  Arla dumpar Fjällbrynt – världens enda messmörsfabrik kan tvingas flytta från stan Arkiverad 23 augusti 2018 hämtat från the Wayback Machine., Länstidningen Östersund, 1 december 2015
4. ↑  Foodmark samlar sin produktion, Fjällbrynt, 10 maj 2016
5. ↑  Fjällbrynt flyttar söderut, Göteborgs-Posten, 18 april 2018